# Bahamas aux Jeux olympiques d'été de 1976
Les Bahamas participent aux Jeux olympiques d'été de 1976 à Montréal.

## Délégation
Les Bahamas sont représentés par onze sportifs dont dix hommes et une femme engagés dans trois sports: l'athlétisme, la natation et la voile.